# Ceratopsyche excavata
Ceratopsyche excavata är en nattsländeart som beskrevs av Gui och Yang 1999. Ceratopsyche excavata ingår i släktet Ceratopsyche och familjen ryssjenattsländor. Inga underarter finns listade i Catalogue of Life.